# Diócesis de Bunbury
La diócesis de Bunbury (en latín: Dioecesis Bumburiensis y en inglés: Roman Catholic Diocese of Bunbury) es una circunscripción eclesiástica de la Iglesia católica en Australia. Se trata de una diócesis latina, sufragánea de la arquidiócesis de Perth. Desde el 6 de enero de 2025 su obispo es George Joseph Kołodziej, de la Sociedad del Divino Salvador.

## Territorio y organización
La diócesis tiene 184 000 km² y extiende su jurisdicción sobre los fieles católicos de rito latino residentes en la parte suroeste del estado de Australia Occidental, por debajo del paralelo 32° 45'6'' de latitud sur; limita al oeste con el océano Índico y la gran bahía australiana.
La sede de la diócesis se encuentra en la ciudad de Bunbury, en donde se halla la Catedral de San Patricio.
En 2023 en la diócesis existían 27 parroquias.

## Historia
La diócesis fue erigida el 12 de noviembre de 1954 mediante la bula Benigna illa del papa Pío XII, obteniendo el territorio de la arquidiócesis de Perth.
El 5 de marzo de 1955, con la carta apostólica Amica lucet, el papa Pío XII proclamó a la Santísima Virgen María, venerada con el título de “Auxiliadora”, como patrona principal de la diócesis, y patrono secundario a san Patricio.

## Estadísticas
Según el Anuario Pontificio 2024 la diócesis tenía a fines de 2023 un total de 68 115 fieles bautizados.
| Año                                                                             | Población            | Población | Población      | Sacerdotes | Sacerdotes    | Sacerdotes    | Bautizados por sacerdote | Diáconos permanentes | Religiosos | Religiosos | Parroquias |
| Año                                                                             | Bautizados católicos | Total     | % de católicos | Total      | Clero secular | Clero regular | Bautizados por sacerdote | Diáconos permanentes | Varones    | Mujeres    | Parroquias |
| ------------------------------------------------------------------------------- | -------------------- | --------- | -------------- | ---------- | ------------- | ------------- | ------------------------ | -------------------- | ---------- | ---------- | ---------- |
| 1959                                                                            | 19 500               | 120 000   | 16.3           | 32         | 31            | 1             | 609                      |                      | 13         | 139        | 23         |
| 1966                                                                            | 25 778               | 125 000   | 20.6           | 40         | 37            | 3             | 644                      |                      | 15         | 144        | 26         |
| 1968                                                                            | 25 778               | 135 000   | 19.1           | 41         | 38            | 3             | 628                      | 1                    | 16         | 130        | 25         |
| 1980                                                                            | 31 433               | 147 700   | 21.3           | 39         | 34            | 5             | 805                      |                      | 23         | 123        | 27         |
| 1990                                                                            | 37 846               | 200 683   | 18.9           | 33         | 26            | 7             | 1146                     | 6                    | 17         | 97         | 26         |
| 1999                                                                            | 48 800               | 250 000   | 19.5           | 27         | 21            | 6             | 1807                     | 9                    | 6          | 56         | 26         |
| 2000                                                                            | 48 900               | 250 000   | 19.6           | 29         | 23            | 6             | 1686                     | 9                    | 6          | 49         | 26         |
| 2001                                                                            | 51 500               | 268 000   | 19.2           | 30         | 24            | 6             | 1716                     | 9                    | 6          | 44         | 26         |
| 2002                                                                            | 55 800               | 270 000   | 20.7           | 29         | 25            | 4             | 1924                     | 9                    | 4          | 45         | 26         |
| 2003                                                                            | 55 861               | 270 000   | 20.7           | 54         | 48            | 6             | 1034                     | 12                   | 6          | 45         | 27         |
| 2004                                                                            | 50 190               | 257 818   | 19.5           | 29         | 25            | 4             | 1730                     | 11                   | 4          | 35         | 26         |
| 2006                                                                            | 50 190               | 257 818   | 19.5           | 29         | 24            | 5             | 1730                     | 11                   | 5          | 15         | 30         |
| 2012                                                                            | 58 522               | 283 000   | 20.7           | 36         | 22            | 14            | 1625                     | 12                   | 14         | 19         | 27         |
| 2015                                                                            | 63 829               | 358 256   | 17.8           | 33         | 20            | 13            | 1934                     | 15                   | 14         | 18         | 28         |
| 2018                                                                            | 65 678               | 363 747   | 18.1           | 36         | 22            | 14            | 1824                     | 13                   | 14         | 20         | 28         |
| 2020                                                                            | 65 129               | 362 395   | 18.0           | 34         | 19            | 15            | 1915                     | 12                   | 19         | 18         | 28         |
| 2022                                                                            | 68 125               | 374 260   | 18.2           | 32         | 18            | 14            | 2128                     | 8                    | 14         | 16         | 27         |
| 2023                                                                            | 68 115               | 374 207   | 18.2           | 32         | 17            | 15            | 2128                     | 8                    | 15         | 14         | 27         |
| Fuente: Catholic-Hierarchy, que a su vez toma los datos del Anuario Pontificio. |                      |           |                |            |               |               |                          |                      |            |            |            |

## Episcopologio
- Launcelot John Goody † (12 de noviembre de 1954-18 de octubre de 1968 nombrado arzobispo de Perth)
- Myles McKeon † (6 de marzo de 1969-18 de febrero de 1982 renunció)
- Peter Quinn † (26 de mayo de 1982-20 de diciembre de 2000 renunció)
- Gerald Joseph Holohan (11 de junio de 2001-30 de junio de 2023 retirado)[nota 1]
- George Joseph Kołodziej, S.D.S., desde el 6 de enero de 2025.